# Liste der schwedischen Abgeordneten zum EU-Parlament (2009–2014)
Die Liste der schwedischen Abgeordneten zum EU-Parlament (2009–2014) listet alle schwedischen Mitglieder des 7. Europäischen Parlaments nach der Europawahl in Schweden 2009.
Mit Inkrafttreten des Vertrags von Lissabon erhöhte sich die Anzahl der Abgeordneten von 18 auf 20.

## Mandatsstärke der Parteien
- GUE/NGL: 1
- S&D: 5
- G/EFA: 3
- ALDE: 4
- EVP: 5

- GUE/NGL: 1
- S&D: 6
- G/EFA: 4
- ALDE: 4
- EVP: 5

| Nationale Partei                              | Mandate | Fraktion                                                                                  |
| --------------------------------------------- | ------- | ----------------------------------------------------------------------------------------- |
| Sveriges socialdemokratiska arbetareparti (S) | 5 (+1)  | Fraktion der Progressiven Allianz der Sozialdemokraten im Europäischen Parlament (S&D)    |
| Moderata samlingspartiet (M)                  | 4       | Fraktion der Europäischen Volkspartei (EVP)                                               |
| Kristdemokraterna (KD)                        | 1       | Fraktion der Europäischen Volkspartei (EVP)                                               |
| Folkpartiet liberalerna (FL)                  | 3       | Fraktion der Allianz der Liberalen und Demokraten für Europa (ALDE)                       |
| Centerpartiet (C)                             | 1       | Fraktion der Allianz der Liberalen und Demokraten für Europa (ALDE)                       |
| Miljöpartiet de gröna (MP)                    | 2       | Die Grünen/Europäische Freie Allianz (G/EFA)                                              |
| Piratpartiet (PP)                             | 1 (+1)  | Die Grünen/Europäische Freie Allianz (G/EFA)                                              |
| Vänsterpartiet (V)                            | 1       | Konföderale Fraktion der Vereinten Europäischen Linken/Nordischen Grünen Linken (GUE/NGL) |
| Gesamt                                        | 18 (+2) |                                                                                           |

## Abgeordnete
| Bild | Name                | von           | bis           | Partei | Fraktion | Anmerkungen                                     |
| ---- | ------------------- | ------------- | ------------- | ------ | -------- | ----------------------------------------------- |
|      | Amelia Andersdotter | 1. Dez. 2011  | 30. Juni 2014 | PP     | G/EFA    | Nachgerückt im Rahmen des Vertrags von Lissabon |
|      | Anna Maria Corazza  | 14. Juli 2009 | 30. Juni 2014 | M      | EVP      |                                                 |
|      | Lena Ek             | 14. Juli 2009 | 17. Okt. 2011 | C      | ALDE     | Nachrücker: Kent Johansson                      |
|      | Christian Engström  | 14. Juli 2009 | 30. Juni 2014 | PP     | G/EFA    |                                                 |
|      | Christofer Fjellner | 14. Juli 2009 | 30. Juni 2014 | M      | EVP      |                                                 |
|      | Göran Färm          | 14. Juli 2009 | 30. Juni 2014 | S      | S&D      |                                                 |
|      | Mikael Gustafsson   | 22. Sep. 2011 | 30. Juni 2014 | V      | GUE/NGL  | Nachgerückt für Eva-Britt Svensson              |
|      | Anna Hedh           | 14. Juli 2009 | 30. Juni 2014 | S      | S&D      |                                                 |
|      | Gunnar Hökmark      | 14. Juli 2009 | 30. Juni 2014 | M      | EVP      |                                                 |
|      | Amna Ibrišagić      | 14. Juli 2009 | 30. Juni 2014 | M      | EVP      |                                                 |
|      | Kent Johansson      | 18. Okt. 2011 | 30. Juni 2014 | C      | ALDE     | Nachgerückt für Lena Ek                         |
|      | Olle Ludvigsson     | 14. Juli 2009 | 30. Juni 2014 | S      | S&D      |                                                 |
|      | Isabella Lövin      | 14. Juli 2009 | 30. Juni 2014 | MP     | G/EFA    |                                                 |
|      | Jens Nilsson        | 1. Dez. 2011  | 30. Juni 2014 | S      | S&D      | Nachgerückt im Rahmen des Vertrags von Lissabon |
|      | Marit Paulsen       | 14. Juli 2009 | 30. Juni 2014 | FL     | ALDE     |                                                 |
|      | Carl Schlyter       | 14. Juli 2009 | 30. Juni 2014 | MP     | G/EFA    |                                                 |
|      | Olle Schmidt        | 14. Juli 2009 | 30. Juni 2014 | FL     | ALDE     |                                                 |
|      | Alf Svensson        | 14. Juli 2009 | 30. Juni 2014 | KD     | EVP      |                                                 |
|      | Eva-Britt Svensson  | 14. Juli 2009 | 21. Sep. 2011 | V      | GUE/NGL  | Nachrücker: Mikael Gustafsson                   |
|      | Marita Ulvskog      | 14. Juli 2009 | 30. Juni 2014 | S      | S&D      |                                                 |
|      | Åsa Westlund        | 14. Juli 2009 | 30. Juni 2014 | S      | S&D      |                                                 |
|      | Cecilia Wikström    | 14. Juli 2009 | 30. Juni 2014 | FL     | ALDE     |                                                 |